# Колдвелл (Айдахо)
Колдвелл (англ. Caldwell) — окружний центр округу Каньйон, штат Айдахо, США. Згідно з переписом 2010 року населення становило 46237 осіб, що на 22270 осіб більше, ніж 2000 року.
Колдвелл є частиною агломерації Бойсе. Тут розташовані Колледж Айдахо і Коледж Західного Айдахо.

## Географія
Колдвелл розташований за координатами 43°38′45″ пн. ш. 116°39′34″ зх. д. / 43.64583° пн. ш. 116.65944° зх. д. (43.645880, -116.659336). За даними Бюро перепису населення США в 2010 році місто мало площу 57,27 км², з яких 57,14 км² — суходіл та 0,13 км² — водойми.

### Клімат
Місто знаходиться у зоні, котра характеризується кліматом тропічних степів. Найтепліший місяць — липень із середньою температурою 22.8 °C (73 °F). Найхолодніший місяць — січень, із середньою температурою -2.2 °С (28 °F).
| Клімат Колдвелла        | Клімат Колдвелла | Клімат Колдвелла | Клімат Колдвелла | Клімат Колдвелла | Клімат Колдвелла | Клімат Колдвелла | Клімат Колдвелла | Клімат Колдвелла | Клімат Колдвелла | Клімат Колдвелла | Клімат Колдвелла | Клімат Колдвелла | Клімат Колдвелла |
| Показник                | Січ.             | Лют.             | Бер.             | Квіт.            | Трав.            | Черв.            | Лип.             | Серп.            | Вер.             | Жовт.            | Лист.            | Груд.            | Рік              |
| Абсолютний максимум, °C | 18               | 20               | 27               | 33               | 37               | 40               | 43               | 41               | 40               | 33               | 25               | 19               | 43               |
| Середній максимум, °C   | 2                | 7                | 13               | 18               | 23               | 27               | 33               | 31               | 26               | 19               | 10               | 4                | 18               |
| Середня температура, °C | −2               | 2                | 6                | 10               | 14               | 18               | 22               | 20               | 16               | 10               | 4                | 0                | 10               |
| Середній мінімум, °C    | −6               | −3               | −1               | 2                | 5                | 9                | 12               | 10               | 6                | 1                | −2               | −5               | 2                |
| Абсолютний мінімум, °C  | −35              | −29              | −21              | −11              | −5               | −1               | 2                | 0                | −5               | −9               | −20              | −36              | −36              |
| Норма опадів, мм        | 30               | 20               | 20               | 20               | 20               | 10               | 0                | 0                | 10               | 20               | 20               | 30               | 260              |
| Днів з опадами          | 11               | 8                | 8                | 6                | 7                | 7                | 1                | 2                | 3                | 6                | 8                | 10               | 77               |
| Днів з дощем            | 3                | 3                | 2                | 2                | 2                | 2                | 0                | 0                | 1                | 2                | 2                | 3                | 27               |
| Вологість повітря, %    | 84               | 70               | 56               | 51               | 54               | 47               | 37               | 38               | 41               | 51               | 69               | 80               | 57               |
| ----------------------- | ---------------- | ---------------- | ---------------- | ---------------- | ---------------- | ---------------- | ---------------- | ---------------- | ---------------- | ---------------- | ---------------- | ---------------- | ---------------- |
| Джерело: Weatherbase    |                  |                  |                  |                  |                  |                  |                  |                  |                  |                  |                  |                  |                  |

## Демографія

### Перепис 2010 року
За даними перепису 2010 року, у місті проживало 46 237 осіб у 14 895 домогосподарствах у складі 10 776 родин. Густота населення становила 809,3 ос./км². Було 16 323 помешкання, середня густота яких становила 285,7/км². Расовий склад міста: 77,5 % білих, 0,6 % афроамериканців, 1,2 % індіанців, 0,9 % азіатів, 0,1 % тихоокеанських остров'ян, 16,1 % інших рас, а також 3,6 % людей, які зараховують себе до двох або більше рас. Іспанці та латиноамериканці незалежно від раси становили 35,4 % населення.
Із 14 895 домогосподарств 46,5 % мали дітей віком до 18 років, які жили з батьками; 50,5 % були подружжями, які жили разом; 15,5 % мали господиню без чоловіка; 6,4 % мали господаря без дружини і 27,7 % не були родинами. 21,7 % домогосподарств складалися з однієї особи, у тому числі 8,5 % віком 65 і більше років. У середньому на домогосподарство припадало 3,00 мешканця, а середній розмір родини становив 3,51 особи.
Середній вік жителів міста становив 28,2 року. Із них 33,1 % були віком до 18 років; 11,5 % — від 18 до 24; 28,4 % від 25 до 44; 18,2 % від 45 до 64 і 8,9 % — 65 років або старші. Статевий склад населення: 49,4 % — чоловіки і 50,6 % — жінки.
Середній дохід на одне домашнє господарство становив 45 679 доларів США (медіана — 41 048), а середній дохід на одну сім'ю — 51 583 долари (медіана — 45 752). Медіана доходів становила 35 147 доларів для чоловіків та 25 626 доларів для жінок. За межею бідності перебувало 20,6 % осіб, у тому числі 25,9 % дітей у віці до 18 років та 11,9 % осіб у віці 65 років та старших.
Цивільне працевлаштоване населення становило 19 907 осіб. Основні галузі зайнятості: освіта, охорона здоров'я та соціальна допомога — 22,1 %, виробництво — 13,5 %, роздрібна торгівля — 11,9 %.

## Уродженці
- Бутч Оттер (* 1942) — американський політик-республіканець, з 2007 по 2019 рік — губернатор штату Айдахо.